# Парламентские выборы в Мьянме (2010)
Парламентские выборы в Мьянме прошли 7 ноября 2010 года. Это первые выборы в стране с 1990 года и первые, проведённые по Конституции 2008 года и новому избирательному законодательству.
Проведение выборов было инициировано в рамках так называемой «дорожной карты к демократии» (англ.), принятой Государственным советом мира и развития (военной хунтой) в 2003 году. В марте 2010 года было принято новое избирательное законодательство, которое подверглось резкой критике, в частности, со стороны США: по словам представителя Государственного департамента США, новое законодательство создало искусственные преграды для участия в выборах одного из лидеров оппозиции Мьянмы, лауреата Нобелевской премии мира 1991 года Аун Сан Су Чжи. В результате, возглавлемое Аун Сан Су Чжи крупнейшее оппозиционное движение, «Национальная лига за демократию», отказалось от участия в выборах. Власти Мьянмы также запретили наблюдение за выборами со стороны иностранных журналистов и представителей международных организаций; кроме того, был введён запрет на фотографирование и видеосъёмку на избирательных участках. Вскоре после этого ООН поставила вопрос о честности выборов.
В ходе выборов избирались 330 (из 440) депутатов Палаты депутатов (Pyithu Hluttaw) и 168 (из 224) депутатов Народной ассамблеи (Amyotha Hluttaw) двухпалатного парламента. Остальные места заполнялись представителями военных. Всего в выборах приняло участие более 3000 кандидатов от 37 политических партий и коалиций.
Ожидается[уточнить], что большинство мест получат Партия солидарности и развития и Партия национального единства, которые поддерживают военную хунту. По предварительным данным, правящая Партия солидарности и развития получила до 80 % голосов.
Вскоре после выборов Аун Сан Су Чжи были освобождена из-под домашнего ареста.
| Партия                                    | Мест в Палате депутатов | Мест в Народной ассамблее |
| ----------------------------------------- | ----------------------- | ------------------------- |
| Партия солидарности и развития            | 259                     | 129                       |
| Шанская демократическая лига              | 18                      | 3                         |
| Партия национального единства             | 12                      | 5                         |
| Национально-демократическая сила          | 12                      | 4                         |
| Ракхайнская партия национального развития | 9                       | 7                         |
| Демократическая партия мон                | 3                       | 3                         |
| Национальная партия чин                   | 2                       | 2                         |